# A Sgt. Pepper’s Lonely Hearts Club Band borítóján szereplő alakok listája

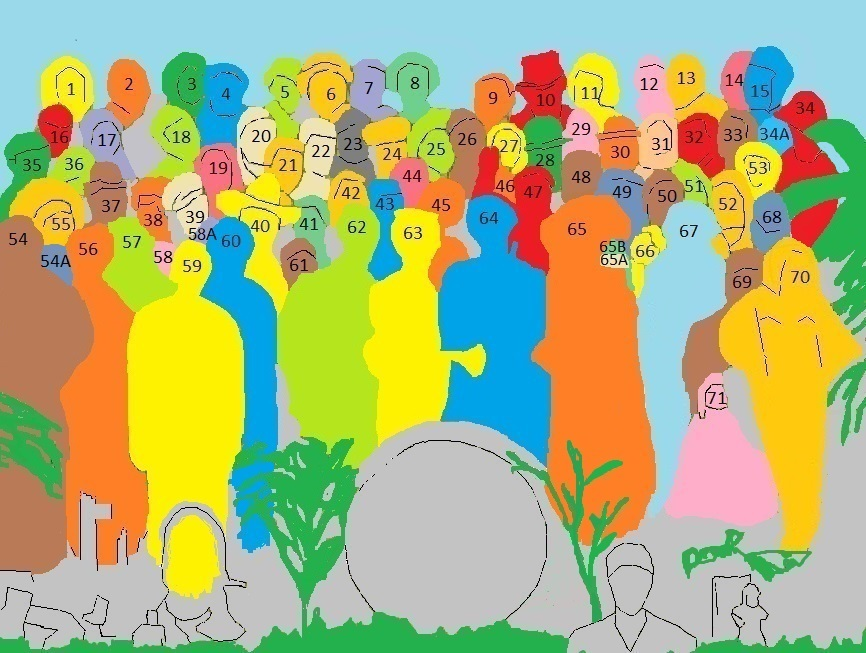

A Beatles 1967-es albuma, a Sgt. Pepper’s Lonely Hearts Club Band borítója egy széles körben ismert és elismert alkotás, melyet több tucat híresség képe és néhány más kép díszít. A borítót Jann Haworth és Peter Blake tervezte. Ezzel a munkájukkal 1968-ban megnyerték a legjobb albumborítónak járó Grammy-díjat. 

## A borítón szereplő személyek

### Felső sor
- (1) Sri Yukteswar Giri (guru)
- (2) Aleister Crowley
- (3) Mae West (színésznő)
- (4) Lenny Bruce (humorista)
- (5) Karlheinz Stockhausen (zeneszerző)
- (6) W. C. Fields (humorista, színész)
- (7) Carl Gustav Jung (pszichológus)
- (8) Edgar Allan Poe (író)
- (9) Fred Astaire (színész, táncos)
- (10) Richard Merkin (festő)
- (11) The Vargas Girl (Alberto Vargas képe)
- (12) Huntz Hall (színész)
- (13) Simon Rodia (a Watts-tornyok tervezője és építője)
- (14) Bob Dylan (énekes)

### Második sor
- (15) Aubrey Beardsley (illusztrátor)
- (16) Sir Robert Peel (angol miniszterelnök)
- (17) Aldous Huxley (író)
- (18) Dylan Thomas (költő)
- (19) Terry Southern (író)
- (20) Dion (énekes)
- (21) Tony Curtis (színész)
- (22) Wallace Berman (festő)
- (23) Tommy Handley (humorista)
- (24) Marilyn Monroe (színésznő)
- (25) William S. Burroughs (író)
- (26) Sri Mahavatar Babaji (guru)
- (27) Stan Laurel (humorista, színész)
- (28) Richard Lindner (festő)
- (29) Oliver Hardy (humorista, színész)
- (30) Karl Marx (filozófus)
- (31) H.G. Wells (író)
- (32) Sri Paramahansa Yogananda (guru)
- (33) Sigmund Freud (pszichológus) – Bob Dylan alatt látható
- (34) Névtelen (bábu)

### Harmadik sor
- (35) Stuart Sutcliffe (festő, volt Beatles-tag)
- (36) Névtelen (bábú)
- (37) Max Miller (humorista)
- (38) The Petty Girl (George Petty képe)
- (39) Marlon Brando (színész)
- (40) Tom Mix (színész)
- (41) Oscar Wilde (író)
- (42) Tyrone Power (színész)
- (43) Larry Bell (festő)
- (44) Dr. David Livingstone (misszionárius, felfedező)
- (45) Johnny Weissmüller (úszó, színész)
- (46) Stephen Crane (író) – részben látszik a Paul McCartney feje fölötti kéz és a jobbra következő arc között
- (47) Issy Bonn (humorista) – az ő keze van Paul feje felett
- (48) George Bernard Shaw (drámaíró)
- (49) H.C. Westermann (szobrász)
- (50) Albert Stubbins (labdarúgó)
- (51) Sri Lahiri Mahasaya (guru)
- (52) Lewis Carroll (író)
- (53) Thomas Edward Lawrence („Arábiai Lawrence”)

### Negyedik sor
- (54) Sonny Liston (bokszoló)
- (55) The Petty Girl (George Petty képe)
- (56) Viaszbábú – George Harrison
- (57) Viaszbábú – John Lennon
- (58) Shirley Temple (színésznő, diplomata)
- (59) Viaszbábú – Ringo Starr
- (60) Viaszbábú – Paul McCartney
- (61) Albert Einstein (fizikus)
- (62) John Lennon
- (63) Ringo Starr
- (64) Paul McCartney
- (65) George Harrison
- (66) Bobby Breen (énekes)
- (67) Marlene Dietrich (színész, énekes)
- (68) Mahatma Gandhi (eredetileg itt szerepelt volna, de a végső változatra nem került fel)
- (69) Légionárius a Buffalo rendből
- (70) Diana Dors (színésznő)
- (71) Shirley Temple (színésznő, diplomata)

## További figurák
- Egy nagymama-baba, melyet Jann Haworth készített
- Shirley Temple-baba, amit szintén Jann Haworth készített
- Egy mexikói gyertya
- Egy tévé
- Egy lány kőszobra
- Egy másik kőszobor
- Egy szobor John Lennon házából
- Egy trófea
- Az indiai Laksmi istennő szobra
- Egy dob, melyet Joe Ephgrave tervezett
- Egy vízipipa
- Egy bársonykígyó
- Fukusuke, egy japán porcelán figura
- Hófehérke kőszobra
- Egy kerti törpe
- Egy tuba

## Személyek, akik nem kerültek rá a végleges változatra
- Jézus Krisztus (Az album néhány hónappal John Lennonnak azon nyilatkozata után jelent meg, amelyben azt állította, hogy az együttese népszerűbb már Jézusnál.)
- Mahátma Gandhi (Az EMI attól tartott, hogy indiai leányvállalatukat támadások érhetik.)
- Leo Gorcey (A borítón való szereplésért pénzt kért.)
- Adolf Hitler (diktátor)
- Elvis Presley (énekes)
- Germán Valdés „Tin Tan” (A érintett ugyanis megkérte Ringót, hogy egy mexikói fát állítsanak a helyére.)